# Duello nella foresta
Duello nella foresta (Red Skies of Montana) è un film del 1952, diretto da Joseph M. Newman.